# Famille Blarer
 (août 2024).
Si vous disposez d'ouvrages ou d'articles de référence ou si vous connaissez des sites web de qualité traitant du thème abordé ici, merci de compléter l'article en donnant les références utiles à sa vérifiabilité et en les liant à la section « Notes et références ».
La famille Blarer est une ancienne famille suisse allemande de la région de Bâle.

## Famille originelle
Les premières traces de la famille Blarer datent de 1228 dans la ville de Saint-Gall où une branche de la famille s'occupe de l'hôpital du Saint-Esprit (cofondé par Ulrich Blarer) et une autre servant à la cour de l'abbé.
À partir de 1330, les Blarer sont actifs dans le commerce de la toile à Constance. Plusieurs membres de la famille sont alors nommés au Conseil de la ville ainsi qu'à la charge de bourgmestre. En 1492, naît le réformateur Ambrosius Blarer qui, avec ses deux frères Gerwig et Thomas, marque l'apogée de la branche protestante de la famille, disparue le 20 janvier 1865 avec le major Philippe Blarer.

## Les Blarer de Wartensee
Une branche dissidente de la famille se sépare entre 1330 et 1363 lorsque deux fils Blarer épousent les deux filles du châtelain de Wartensee (dans le canton de Saint-Gall, à ne pas confondre avec son homonyme de Neuenkirch, dans le canton de Lucerne). Cette branche se divise à nouveau au XVe en Blarer von Wartensee (la branche principale) et Blarer von Wartensee-Kempten-Goldberg, dont le représentant le plus célèbre sera Ferdinand Michael Blarer von Wartensee-Kempten-Goldberg, fait baron par l'empereur Ferdinand II de Habsbourg en 1636.
À la réforme, la famille Blarer von Wartensee se divisent entre deux branches, la protestante (qui disparait à Zurich en 1868) et la catholique, à laquelle appartiennent Diethelm Blarer de Wartensee, prince-abbé et surtout Jacques Christophe Blarer de Wartensee, prince-évêque de Bâle.
Ce dernier fait déménager sa famille à Bâle et offre à son frère Wolfgang Dietrich Blarer de Wartensee le titre de bailli de Pfeffingen (en 1583). Ce bailliage, ajouté à celui de Zwingen en 1775, restera dans la famille jusqu'à la fin de la principauté épiscopale. En 1607, Wilhelm Blarer von Wartensee établit la résidence familiale dans le château d'Aesch. Jusqu'au milieu du XVIIe siècle, la famille étend ses possessions et son influence dans l'évêché de Bâle avant de décliner progressivement jusqu'à la fin du XVIIIe siècle.  En 1830, les frères Jakob et Anton sont deux des principaux dirigeants du mouvement d'indépendance de la campagne bâloise qui débouchera sur la création du canton de Bâle-Campagne.

## Armes

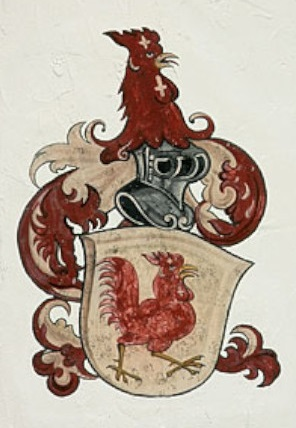
Blason de la famille Blarer.